# Marcelovské piesky
Marcelovské piesky je zrušená přírodní rezervace na Slovensku. Nacházela se v katastrálním území obce Marcelová v okrese Komárno v Nitranském kraji. Území bylo vyhlášeno či novelizováno v roce 1988 s rozlohou 4,47 hektaru. Přírodní rezervace byla zrušena v roce 2020 a částečně nahrazena chráněným areálem Marcelovské piesky.